# Quercus gussonei
Quercus gussonei är en bokväxtart som först beskrevs av Borzí, och fick sitt nu gällande namn av Salvatore Brullo. Quercus gussonei ingår i släktet ekar, och familjen bokväxter. Inga underarter finns listade.

## Bildgalleri

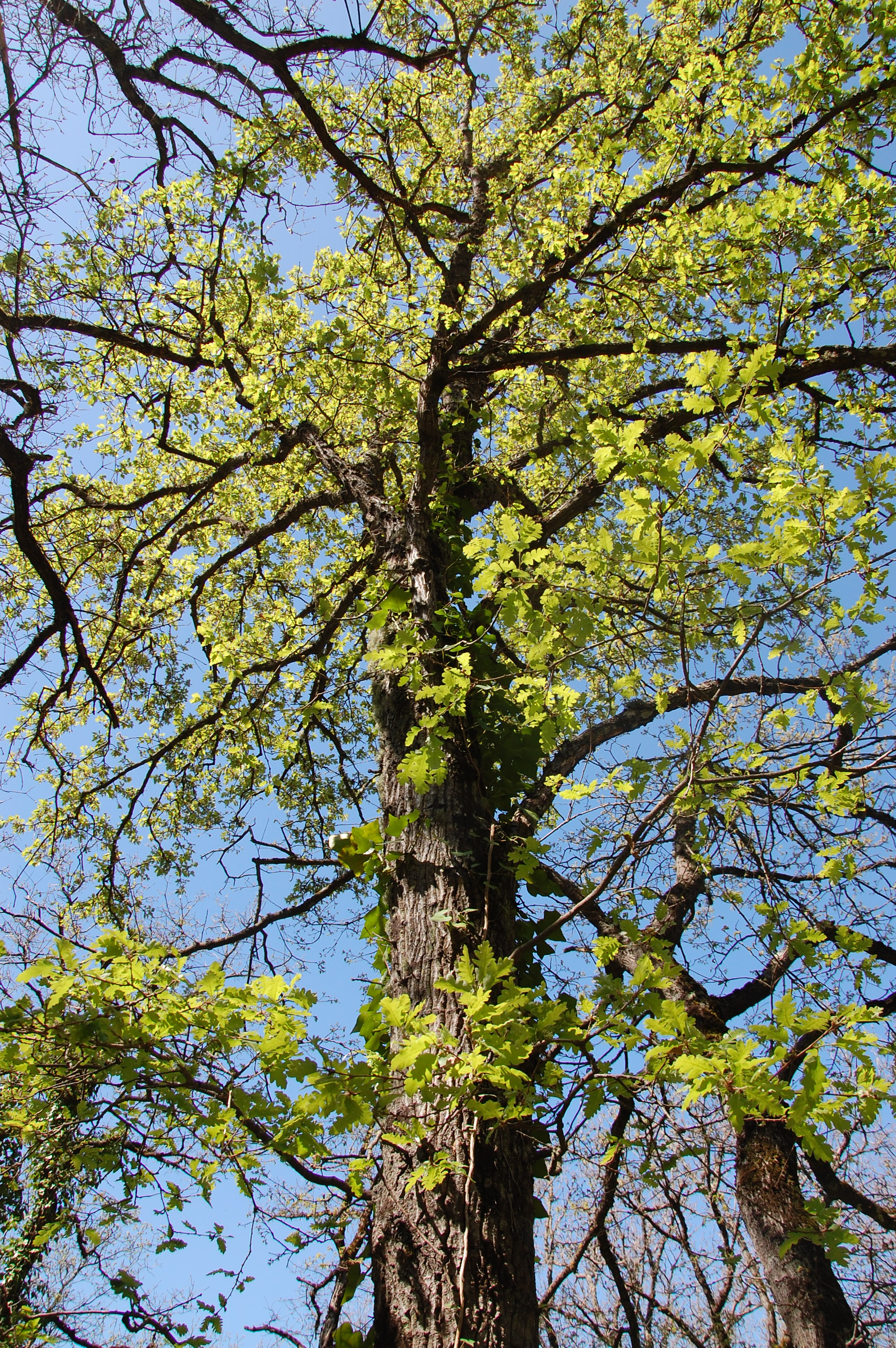